# Pasittu
Pasittu es un demonio mitológico caldeo nombrado en un poema épico acadio, titulado Atrahasis, y mencionado como un demonio que arrebata bebés, cuando Enki y Nintu, deciden controlar el crecimiento de la población humana, de una manera menos drástica y terminante que las antes propuestas por Enlil. Enki y la diosa de matriz Nintu deciden que de allí en adelante un tercio de las mujeres no dará a luz satisfactoriamente: un demonio Pasittu "arrebatará al bebé del regazo de su madre".